# Ochtinská aragonitová jeskyně
Ochtinská aragonitová jeskyně (slovensky Ochtinská aragonitová jaskyňa, maďarsky Martonházi-aragonitbarlang) je okolo 300 m dlouhá jeskyně, která se nachází na Slovensku nedaleko Jelšavy. Jeskyně byla objevena 7. prosince 1954 při ražbě průzkumné geologické štoly. Přístupná veřejnosti je od roku 1972. Jeskynní výzdoba je tvořena minerálem aragonitem. V současné době je jeskyně zapsána na Seznamu světového dědictví UNESCO.

## Chráněné území
Ochtinská aragonitová jaskyňa je národní přírodní památka ve správě příspěvkové organizace Správa slovenských jeskyní. Nachází se v katastrálním území obci Ochtiná a Štítnik v okrese Rožňava v Košickém kraji. Území bylo vyhlášeno v roku 1972 a novelizováno v roku 2009. Rozloha ochranného pásma byla stanovena na 65,4455 ha.